# Louis Groult des Rivières
Pour les articles homonymes, voir Groult.
Louis Groult des Rivières (né le 22 juin 1743 à Moon-sur-Elle, dans le Cotentin et mort 3 novembre 1832 à Montfort-l'Amaury), est un officier militaire de la Compagnie des Suisses de Monsieur le comte d’Artois, général de brigade, conseiller général d'Eure-et-Loir, comte[réf. incomplète],[réf. incomplète].

## Biographie

### Jeunesse
La famille Groult (ou bien encore Grout) est originaire de Moon-sur-Elle dans le Cotentin (Normandie). Louis Groult des Rivières est le fils de Denis, sieur des Rivières et de Catherine d'Arthenay.
Le 1er avril 1758, âgé de quatorze ans, il est accepté comme Garde du corps de l'ancien roi de Pologne, Stanislas Leszczynski, devenu duc de Lorraine et de Bar. Le 4 août 1771, à 28 ans, il est lieutenant au régiment provincial de Mantes. Sept ans plus tard, en 1778, Groult, devenu capitaine d’infanterie, est admis dans la compagnie des Suisses du comte d'Artois.[réf. nécessaire]
Du fait du mariage de Louis Groult des Rivières avec Françoise Mélanie de La Fare, fille unique du maréchal de France Philippe Charles de La Fare, le 25 avril 1780, à Paris, son avancement va être plus rapide[réf. incomplète].
Louis Groult des Rivières est fait chevalier de l'Ordre royal et militaire de Saint-Louis, en 1784[réf. incomplète].

### Maître de camp, puisgénéral de brigade
En 1786, il est maître de camp[réf. incomplète]. En 1789, Louis Groult des Rivières figure dans L’état militaire de France pour l'année 1789, de Roussel de la Tour, comme colonel et aide-major en survivance de la Compagnie des Suisses de la Garde Ordinaire du corps de Monseigneur le Comte d'Artois.
Il est présent à l'assemblée de la noblesse des bailliages de Montfort-l'Amaury et de Dreux, le 28 mars 1789[réf. incomplète]. Il n'émigre pas, et, en 1791, est général de brigade, mais à la retraite.[réf. nécessaire]
Il se remarie avec Renée Gaudelet, fille de Jean Baptiste, seigneur d'Armenonville[réf. incomplète].

### Maréchal de camp sous la Restauration
À son retour, Louis XVIII rétablit la maison militaire du roi de France et, par une ordonnance du 25 juillet 1814, il recrée les compagnies de gardes du corps du comte d’Artois, son frère. Au palais des Tuileries, Monsieur dispose uniquement de 376 hommes. Il choisit comme capitaines les comtes d’Escars et de Puységur. Le premier a été capitaine de ses gardes à Turin, dès le 2 janvier 1791, et a été son compagnon d’infortune pendant presque 25 ans. Louis Groult des Rivières est à nouveau maréchal des camps et armées du roi, et il va être considéré comme étant en activité jusqu’à la mort de Louis XVIII, malgré son âge avancé.
Mais il ne commande ni compagnie, ni état-major. Il vit à Montfort-l'Amaury une partie de l’année, au château de Morville et dans les différentes demeures de ses proches. Il quitte officiellement l'armée en 1824. Il meurt le 3 novembre 1832. Il est inhumé au cimetière de Montfort-l'Amaury (Seine-et-Oise).